# Robert Varnajo
Robert Varnajo (* 1. Mai 1929 in Curzon; † 13. Februar 2024 ebenda) war ein französischer Radrennfahrer und nationaler Meister im Radsport.

## Sportliche Laufbahn
Varnajo wurde 1949 nationaler Meister im Straßenrennen der Amateure. Bei den UCI-Straßen-Weltmeisterschaften 1949 belegte er beim Sieg von Henk Faanhof den 5. Rang. Ein Jahr später, 1950, wurde er beim überraschenden Sieg von Jack Hoobin Vize-Weltmeister. 1949 hatte er zwei Etappen in der Ungarn-Rundfahrt gewonnen.
1951 wurde er Berufsfahrer und blieb bis 1965 aktiv. Er fuhr erfolgreich Bahnrennen und gewann auch einige Straßenrennen wie 1952 Paris–Camembert, 1953 Paris–Bourges, 1954 den Boucles de la Seine. Sein wichtigster Erfolg war der Sieg auf der 23. Etappe der Tour de France 1954, die er auf dem 41. Platz des Endklassements beendete. 1955 und 1958 schied er aus der Tour aus.
Von 1962 bis 1964 gewann er die nationale Meisterschaft im Steherrennen der Profis. Mehrfach bestritt er Rennen bei den UCI-Bahn-Weltmeisterschaften, 1963 gewann er beim Sieg von Leo Proost die Bronzemedaille im Steherrennen.